# Nora Malkeko
 Nora Malkeko  er en af de mange bifigurer til Mickey Mouse, som blev skabt i de tidlige tegnefilm. I modsætning til f.eks. Fedtmule blev hun aldrig en hovedfigur, men hun holdt længe som bifigur i tegneserierne. Hun startede med at gå på alle fire med yver og spise græs, men hun blev snart gjort til en oprejst figur som de andre.
Hun spillede en temmelig vigtig rolle i de tidlige Anders And-serier af Al Taliaferro i 1930'erne, hvor hun gør en indsats for at forbedre den på det tidspunkt meget ondskabsfulde og puerile and. I de tidlige Mickey-serier tegnet af Floyd Gottfredson er hun kæreste med Klaus Krikke. Hun udviser en utrolig alternativ intelligens, som roder hende ud i den ene knibe efter den anden, som Mickey må redde hende ud af.
Den karakter bibeholder hun også i senere serier, hvor hun især dukker op som en veninde til Minnie Mouse. Hun kan stadigvæk gæsteoptræde i andeuniverset som veninde til Andersine And. Hun var på et tidspunkt gode venner med Fedtmule og lidt forelsket i hans alter ego, Supermule.
I Danmark lægger Pauline Rehné stemme til Nora Malkeko.